# Marjorie Veyssiere
Marjorie Veyssiere, née le 18 mai 1996 à Aurillac, est une athlète française, spécialiste du 200 mètres, 400 mètres et relais 4 × 400 mètres. Elle est par ailleurs professeure des écoles.

## Carrière
Elle participe avec l'équipe de France à la finale du relais 4 × 400 mètres aux championnats du monde d'athlétisme 2023.

## Palmarès
2023
- 3e du Championnat de France d'athlétisme en salle du 400 mètres, en 53 s 01 (record personnel)

2024
- 3e du Championnat de France du 400 mètres, en 53 s 01

2025
- 3e du Championnat de France d'athlétisme en salle du 400 mètres, en 53 s 45